# I Am (canção)
"I Am" é o terceiro single da banda de rock americana Train do seu álbum de estréia. 

## Faixas
CD Single:
1. "I Am" (versão do rádio)
2. "I Am" (edição do álbum)
3. "I Am" (versão do álbum)

## Paradas musicais
| Paradas (2000)            | Melhor posição |
| ------------------------- | -------------- |
| Billboard Adult Pop Songs | 35             |